# Edith Glanzer
Edith Glanzer, Ehename Edith Gruber (geb. vor 1993) ist eine österreichische Tischtennisspielerin. Sie nahm an der Weltmeisterschaft 1997 teil.

## Werdegang
Edith Glanzer begann ihre Karriere beim Verein DSG Union Desselbrunn Schernthaner (um 1993). Seit spielte sie bei ASKÖ Froschberg Linz, mit dessen Damenmannschaft sie 1998/99 Staatsmeister wurde. Bei den nationalen österreichischen Meisterschaften erreichte sie fünfmal das Endspiel. Mit Liu Jia holte sie 1998 den Titel im Doppel. Silber gewann sie im Doppel 1994 mit M.Burg, 1999 mit Liu Jia und 2001 mit Judit Herczig sowie 1996 im Mixed mit Ding Yi.
Bei der Weltmeisterschaft 1997 kam sie mit der Damenmannschaft auf Platz 39.
Mitte der 1990er Jahre heiratete sie und trat danach unter dem Namen Gruber auf. Sie arbeitete als Lehrerin in Attnang-Puchheim und ist seit 2023 Direktorin der Mittelschule Furth.